# Othonna capensis
Othonna capensis es una especie del género Othonna perteneciente a la familia Asteraceae que es originaria de Sudáfrica.

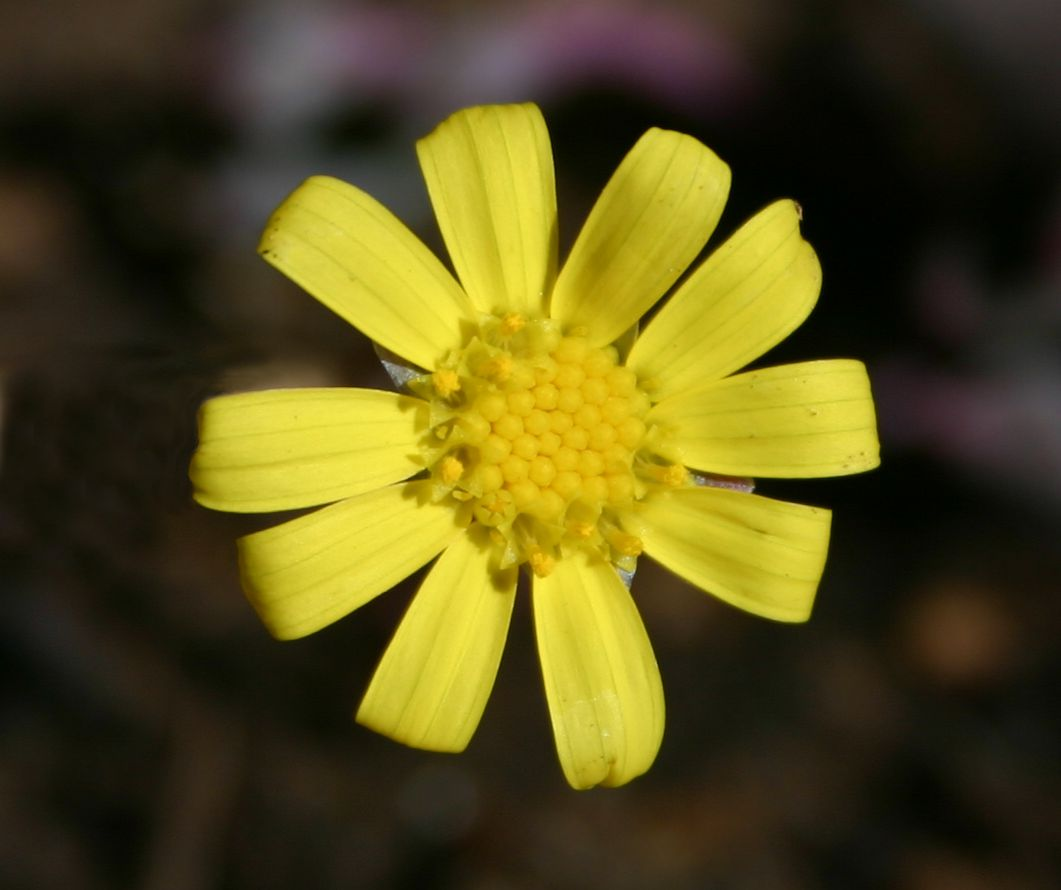
Flor

## Descripción
Es una planta herbácea perennifolia y suculenta que alcanza un tamaño de 0,12 - 0,2 m de altura. Se encuentra a una altitud de 20 - 1220 metros en Sudáfrica.

## Taxonomía
Othonna capensis fue descrita por Liberty Hyde Bailey y publicado en Cycl. Amer. Hort. 1180 (1901).
Sinonimia
- Othonna crassifolia (Harv.) Harv.[3]